# Forsøg til Femte Christians Historie
Forsøg til Femte Christians Historie som en Indledning til Fierde Friderichs ved etatsraad Høyer er et historisk værk skrevet af Niels Ditlev Riegels og udgivet i 1792.
Riegels skrev bogen som en slags indledning til et planlagt større værk om Frederik 4.. Der fandtes ingen større dansk udgivet fremstilling af de nyere kongers historie. Riegels havde i 1784 fået tilsagn af kronprinsen den senere Frederik 6 om at udgive et værk om Frederik 4. på grundlag af historikeren Andreas Hojers uudgivne manuskript over samme emne. Men på grund af den tidlige enevældes mangelfulde behandling af tidens historie, fandt Riegels det nødvendigt at begynde med et værk om Frederik 4's far, Christian 5.

## Forarbejdet
Riegels havde længe arbejdet på at skrive Frederik 4.s historie efter Andreas Hojers værk. Hojers værk eksisterede kun som manuskript. Det tilhørte kongehuset. Riegels havde fået lov at låne det siden 1785, hvor han i forsøget på at blive kongelig historiograf havde skrevet om både Regeringsforandringen 14. april 1784 og om opdragelsen af kronprins Frederik. Men hans skrifter og regeringskritiske meninger ødelagde regeringens velvilje. Derfor hjemkaldtes manuskriptet og mange andre kilder, som han havde lånt. I forordet til Femte Christians Historie dokumenterer Riegels med aktstykker og modtagne breve, hvilke hindringer, der er lagt i vejen for ham i at få udleveret dokumenter fra de kongelige arkiver. Han sammenligner ironisk sin situation med den romerske historieskriver Vopiscus': Vopiscus blev, til forskel fra Riegels, opmuntret af den romerske embedsmand Tiberian, og fik fuld adgang til Roms biblioteker. Riegels konkluderer: "Selv under tyrannisksindede Keisere, som en Diocletian, see vi dog, at de romerske Historieskrivere ikke kunde fattes paa Kilder.". Det lykkedes dog Riegels at beholde Hojers manuskript længe nok til at færdiggøre bogen. Desuden gjorde han også god brug af vennen Peter Frederik Suhms enorme bibliotek og fik lov at låne bøger og manuskripter der, indtil hans bøger om Christian 5. og Frederik 4. var færdige.
Da manuskriptet til bogen var færdigt, sendte han fortalen til generalfiskal Peter Uldall til bedømmelse. Selve manuskriptet til bogen holdt han tilbage. Allerede i 1790 blev Riegels eller rettere hans bogtrykker Christian Frederik Holm idømt en bøde på 200 rigsdaler for skriftet Julemærker fra Landet og Byen på grund af dets radikale politiske tanker. Riegels vidste, at Uldall nærede sympatier for tidens mere liberale tanker, og han ønskede at Uldall bedømte forordet for at se, om han kunne risikere en lignende sag for hele bogen. Uldall havde dog underhånden set nogle ark af bogen, og han kunne give Riegels en grundig bedømmelse. Uldall havde en hel del at indvende over fortalen, som i sin kritik af det kongelige arkivsystem indeholdt meget negativ omtale af nulevende kongelige embedsmænd. Riegels føjede alle Uldalls forslag til rettelser, men når det kom til Uldalls kritik af selve bogen, ville han ikke give sig.

## Værket

### Opbygning
Bogens over 800 sider går både kronologisk og emneopdelt til værks. Bogen er opdelt i fire hovedstykker, hvoraf de tre første omhandler tiden fra tiden lige før Frederik 3 s indførelse af enevælden til lige inden Christians tronbestigelse. Det fjerde og langt det største (som begynder på side 208), omhandler Christians regeringstid. Det er igen inddelt i fire dele, som opdeler Christians embedsperiode:
- "Griffenfelds ministerium fra 1672 til 1676"
- "Marts 1676 til Freden i Fontainebleau 2. september 1679"
- "Fra 1680 til det altonaiske forlig 1689"
- "Fra 30. juni 1689 til Christian 5's død 25. august 1699.

De fire dele og de foregående tre hovedstykker er igen inddelt i forholdsvis faste emneafsnit, der beskriver forskellige dele af landets tilstand i den aktuelle periode. Emnerne er hoffet, finanserne, landvæsenet, lovene og videnskaberne, landmagten (hæren), sømagten (flåden) og udenlandske sager.
Derefter følger fra side 671 bilagene, som enten er aftrykte aktstykker eller mindre afhandlinger om enkelte emner (således er bilag 2 en afhandling over hvordan Danmarks finanser har været bestyret fra gammel tid indtil Riegels' samtid, og bilag 6 en afhandling om den omhandlede periodes smag, dvs en slags kulturbeskrivelse).
Efter denne opbygning gennemgår Riegels forløbet i perioden fra omkring enevældens indførelse i 1660 og til Frederik 4's kroning i 1699. 

### Kontroversielt indhold
Riegels mål med sine historiske værker var at undersøge spændingsfeltet mellem magtudøvelse og retfærdighed. Hans forbillede var de retfærdige og kloge herskere, såsom Christian 4., Frederik den Store af Preussen, Christian 2. og især Frederik 4. Med sådanne herskere kunne borgerne i et enevældigt føle sig trygge i forvisningen om at staten blev administreret efter bedste evne. Men problemet med enevælden var, at der lige så ofte kunne sidde uduelige herskere på magten. I den situation kunne folket håbe på at de omgav sig med kloge rådgivere, men det skete i følge Riegels kun meget sjældent, da hoflivet i sig selv var fordærveligt for viljeløse herskere. Det er i dette lys man skal se Femte Christians Historie, da Riegels i Christian 5. finder et klart eksempel på en uduelig hersker, der kun har interesse i jagter, druk og krigsførelse, mens statens borgere vantrives, bønderne undertrykkes og finanserne giver underskud. Riegels kritik af enevælden som system kommer klarest til udtryk i en passage i bogen, hvor han hævder, at stænderne har ret til at vælte regeringen, hvis kongen ikke opfyldte de krav, som var forudsat ved enevældens indførelse i 1660. Han påstod, at borgerne havde en kontrakt med kongen, og hvis den ikke blev overholdt, havde de ret til at genindføre stænderforsamlingerne. Passagen var, da Uldall havde sendt sine ark af Riegels historie videre til hoffet til en vurdering der, bemærket af Johan Bülow, der skrev den kontroversielle ytring af i sine egne noter. . Sætningen lyder:
| Citat                              | Dannemarks Konge skal være en udødelig, mild og christelig Enehersker. Adlydes da Kongeloven, er det, fordi den er mild og christelig. Haver aldrig den Høitidelighed Sted paa Jorden, at Stænderne tør sige deres Regenter: nu regieres ikke mildt og christeligt; forandres ikke Regimentet, da skal Regieringen atter deles imellem Stænderne. Denne Tanke, som muelig, burde aldrig glemmes af nogen Regent; og Himlen give, at Stændernes Taushed ei hendyssede Regentere, saa de troe sig befriede fra alt Ansvar! Lydelig ville vist Undersaatterne svare Sandheden, naar engang Alherren, dømmende Jorderige, spørger dem: bleve I mildt og christeligt regierede? De Danske ville omgivere deres Friderich [den 2.], tilbede ham Naade; men grusom bliver deres Skiebne, der misbrugte Enevælden | Citat |
| Femte Christians Historie, s. 160. | |       |

Det var muligvis denne passage der fik kronprins Frederik til at ytre at Riegels "skrev om konger som om de var skidt!" da Bülow læste bogen op for ham.
Bogen blev stærkt kritiseret af især 1800-tallets historikere, der ikke var glade for Riegels kritiske holdning overfor det danske kongehus, men den blev også læst og værdsat i samtiden. Portrætmaleren Hans Hansen skriver i sin dagbog efter en hel dag, hvor han forgæves har søgt mæcener i byen: "Løbet næsten heele Byen om for at lede efter Admiral Grev Moltke og Finants-Raad Kaas [Koës], som skal være kommen til Byen, men jeg har ingen af dem kundet finde, man viiste mig fra et Sted til et andet saa lenge at jeg blev vreed for den Tiid, jeg saa unyttig havde spildt, at jeg gik hiem og sadte mig til at læse i Riegelsen 5te Christians Historie, thi naar jeg faaer fat paa denne Bog, saa bliver jeg strax i got humeur.". Det synes som om bogen, i kraft af sin bramfri kritik af det bestående, kunne fungere som en slags ventil for frustration hos folk, der ligesom Riegels, følte sig kuet af og samtidig afhængig af de adelige herrer. 
I 1992 vurderede historikeren Henrik Horstbøll, at Riegels i kraft af sin vinkling på emnet, 
| Citat                          | I sine særprægede og spændende historiske tolkninger blotlagde N.D. Riegels en konsekvent borgerlig problematisering af kongemagten. Statsmagten var på den ene side en 'moralsk person', men var samtidig på den anden side også repræsenteret i et enkelt menneske slet og ret. Hans historieskrivning undersøgte former for denne modsætning og potentielle konflikt, og den var som sådan umiddelbart politisk relevant - så længe statslegemet endnu ikke tænktes som en abstrakt og 'kollektiv person' | Citat |
| Henrik Horstbøll, 1992, s. 152 | |       |